# Die tolle Herzogin
Die tolle Herzogin ist ein 1925 entstandener, deutscher Stummfilm von Willi Wolff mit seiner Ehefrau Ellen Richter in der Haupt- und Titelrolle. Die Geschichte basiert auf einem Roman von Ernst Klein.

## Handlung
In der Nähe von Kopenhagen gibt der wohlhabende Herzog von Burnham ein rauschendes Fest. Unter den geladenen Gästen befinden sich auch Lord Neville mit seiner verheirateten Tochter Lady Grace. Ebenfalls anwesend: Der windige Herzensbrecher Graf Las Valdas. Der betört die Damenwelt und insbesondere Lady Grace mit seinen Tanzkünsten und seiner Liebe zur Jazzmusik. Grace hat sich mit dem Charmeur eingelassen, der sich jedoch als schurkischer Erpresser und Wiederholungstäter entpuppt. Denn der Graf versucht Grace mit ihren an ihn gerichteten Liebesbriefen unter Druck zu setzen. Herzogin Gloria, Graces Schwester, erfährt davon und will sich den schurkischen Edelmann vorknöpfen. Damit kommen die Dinge ins Rollen. Die tolle Herzogin, die den Grafen bislang nicht kannte, erweist sich als ziemlich patent, erkennt sie doch recht bald, auf welch miese Type die kleine Schwester reingefallen ist. Graf Las Valdas verlangt nämlich von Grace, dass diese einige Unterlagen ihres Vaters entwendet, um sie ihm, dem Erpresser, zur Abschrift zu überlassen. Dabei handelt es sich um ein wichtiges Vertragswerk, das Graces und Glorias Vater mit einem russischen Petroleumkonzern abgeschlossen hat.
Gloria sucht die Konfrontation mit dem gemeinen Erpresser und verlangt von diesem Graces Liebesbriefe zurück. Der ist dazu bereit, aber nur wenn sich statt Grace nunmehr Gloria ihm hingibt.  Als Las Valdas zudringlich wird, zückt die tolle Herzogin einen Revolver und schießt. Aus dem Hinterhalt schießt eine zweite Person ebenfalls auf den Schurken, sodass zunächst nicht klar wird, wer den erpresserischen Grafen niedergestreckt hat. Für Gloria wie Grace hat sich durch den Tod von Las Valdas nichts verbessert, im Gegenteil: Die Briefe befinden sich in der Wohnung des Toten und würden dort von der ermittelnden Polizei vermutlich in kürzester Zeit gefunden. Damit wäre Lady Grace als mögliche Täterin aufs schwerste belastet. Um dem zuvor zu kommen, begeben sich die beiden Schwestern gemeinschaftlich in die Wohnung des Toten … doch die Briefe sind bereits verschwunden. Wurden sie von einer dritten Person zwischenzeitlich gestohlen? Dann klingelt bei Herzogin Gloria das Telefon. Eine Stimme sagt “Wenn Sie die Briefe zurückhaben wollen, kommen Sie in das “Trocadero” nach Malmö”.
Die Herzogin tut wie geheißen und erscheint am folgenden Abend in dem rappelvollen Vergnügungsetablissement. Ein Kellner bringt ihr Zigaretten. Auf einem Mundstück steht die mysteriöse Aufforderung geschrieben “Separee 6”. Als sie das Separee betritt, steht Gloria der frühere Chauffeur des Verblichenen vor ihr und gibt der Herzogin die Liebesbriefe zurück. Als Begründung für diese umständliche Rückgabe sagt ihr Gegenüber, dass er endlich einmal mit einer echten Dame ein Glas Sekt trinken wollte. In ehrlicher Dankbarkeit sinkt Gloria in den Armen des Chauffeurs nieder, der sich auch als Richter und Henker seines einstigen Arbeitgebers entpuppt. Er war aus dem Hinterhalt der eigentliche Todesschütze und erschoss den Grafen, weil dieser ein charakterloser Schuft gewesen sei. Die Familienehre der tollen Herzogin ist gerettet und zwischen dem mysteriösen Chauffeur und der tollen Herzogin haben sich zarte Bande entwickelt, die zur Hochzeit auf Schloss Burnham führen sollen. Vor dem Traualtar aber löst sich alles auf, und der angebliche Chauffeur entpuppt sich als wahrer Hochadeliger: Herbert Rüdiger Markgraf von Solt-Rothenberg, seines Zeichens einstiger Rittmeister im k.u.k. Dragonerregiment Prinz Eugen von Savoyen. 

## Produktionsnotizen
Die Dreharbeiten fanden im August und Oktober 1925 in den Efa-Filmstudios statt. Der Film passierte die Zensur am 15. Januar 1926 und wurde 14 Tage darauf im UFA-Theater am Kurfürstendamm uraufgeführt. Der mit Jugendverbot belegte Sechsakter besaß eine Länge von 2719 Meter.
Hans Sohnle und Otto Erdmann gestalteten die Filmbauten. Max Paetz übernahm die Aufnahmeleitung. 

## Kritiken
In der Salzburger Chronik war zu lesen: „‚Die tolle Herzogin‘ gefällt schon durch die schöne Erscheinung und das gute Spiel ihrer Darstellerin Ellen Richter. Dazu kommt eine Reihe von teils interessanten, teils heiteren Szenen, welche die Unwahrscheinlichkeit der Handlung leicht übersehen lassen. Die Hauptsache ist, man unterhält sich bei den spannenden Momenten und lacht bei den heiteren. Die Ausstattung ist glänzend, besonders die Darstellung der Spielhölle hervorzuheben.“
Die Linzer Tages-Post nannte den Streifen einen „brillanten, ausgezeichnet unterhaltenden und spannenden Film“ und lobte „Die tolle Herzogin“ weiters als einen „Abenteuerfilm, aber nicht von der billigsten Sorte, sondern in filmkünstlerischer Hinsicht großen Formats“.